# Myanmar Airways International
Myanmar Airways International Co., Ltd. (en birmano: အပြည်ပြည်ဆိုင်ရာ မြန်မာ့လေကြောင်း) es la aerolínea internacional de Birmania, con sede en la Torre Sakura en Rangún.
Opera vuelos regulares internacionales a destinos en el sureste de Asia. Su base de operaciones principal es el Aeropuerto Internacional de Rangún.

## Historia
La aerolínea fue fundada por el gobierno antes de su independencia en 1948 como Union of Burma Airways. Inicialmente operó vuelos de cabotaje. Los vuelos internacionales fueron iniciados en 1950. El nombre fue cambiado a Burma Airways en diciembre de 1972, y a Myanma Airways el 1 de abril de 1989, siguiendo el cambio de nombre del país de Birmania a Myanmar. Los vuelos internacionales fueron transferidos a Myanmar Airways International, creada en 1993.
Myanmar Airways International (MAI) despegó en agosto de 1993, inicialmente creada como unión de empresas entre Myanma Airways y la compañía de Singapur, Highsonic Enterprises, con el apoyo de Royal Brunei Airlines. Se hizo con un equipo directivo en Singapur (la mayoría exdirectivos de Singapore Airlines), nuevos aviones Boeing y tripulantes expatriados. Pero, la unión de empresas fue concluida y MAI se convirtió en propiedad de Myanmar. En enero de 2001, se creó una nueva unión de empresas en la que Region Air Myanmar (HK) Ltd., tomó el control del 49% de las acciones, un empresario local a través de su compañía Zan Co. Adquirió un 11% de las acciones y el 40% restante permaneció en manos de Myanma Airways.
En 2001, una nueva identidad corporativa y librea de avión fue presentada. En 2002, la aerolínea obtuvo un nuevo código IATA. En 2003, MAI presentó un acuerdo de código compartido con Thai Airways International en la ruta Bangkok-Rangún-Bangkok. La aerolínea también cuenta con vuelos en código compartido con Malaysia Airlines, Qatar Airways y Jetstar Asia Airways. En 2004, la aerolínea recibió los nuevos uniformes para su personal de tierra.
En febrero de 2007, el equipo directivo foráneo bajo control de Region Air Myanmar (HK) Ltd. Transfirió el control a Myanma Airways.

## Destinos
Myanmar Airways International opera vuelos regulares a los siguientes destinos:
| Países                 | Destinos           | Aeropuertos                                         | Notas            |
| ---------------------- | ------------------ | --------------------------------------------------- | ---------------- |
| Bangladés              | Daca               | Aeropuerto Internacional de Daca-Hazrat Shahjalal   |                  |
| Birmania               | Bagan              | Aeropuerto Nyaung U                                 |                  |
| Birmania               | Dawei              | Aeropuerto de Dawei                                 |                  |
| Birmania               | Heho               | Aeropuerto de Heho                                  |                  |
| Birmania               | Kawthaung          | Aeropuerto de Kawthaung                             |                  |
| Birmania               | Kengtung           | Aeropuerto de Kengtung                              |                  |
| Birmania               | Mandalay           | Aeropuerto Internacional de Mandalay                | HUB secundario   |
| Birmania               | Mawlamyaing        | Aeropuerto de Mawlamyaing                           | Planes de inicio |
| Birmania               | Myeik              | Aeropuerto de Myeik                                 |                  |
| Birmania               | Myitkyina          | Aeropuerto de Myitkyina                             |                  |
| Birmania               | Putao              | Aeropuerto de Putao                                 |                  |
| Birmania               | Rangún             | Aeropuerto Internacional de Rangún                  | HUB principal    |
| Birmania               | Sittwe             | Aeropuerto de Sittwe                                |                  |
| Birmania               | Thandwe            | Aeropuerto de Thandwe                               |                  |
| Camboya                | Nom Pen            | Aeropuerto Internacional de Nom Pen                 |                  |
| Catar                  | Doha               | Aeropuerto Internacional Hamad                      |                  |
| China                  | Cantón             | Aeropuerto Internacional de Cantón-Baiyun           |                  |
| China                  | Kunming            | Aeropuerto Internacional de Kunming-Changshui       |                  |
| Corea del Sur          | Seúl               | Aeropuerto Internacional de Incheon                 |                  |
| Emiratos Árabes Unidos | Dubái              | Aeropuerto Internacional de Dubái                   |                  |
| India                  | Calcuta            | Aeropuerto Internacional Netaji Subhas Chandra Bose |                  |
| India                  | Chennai            | Aeropuerto Internacional de Chennai                 |                  |
| India                  | Delhi              | Aeropuerto Internacional Indira Gandhi              |                  |
| India                  | Gaya               | Aeropuerto de Gaya                                  |                  |
| Laos                   | Vientián           | Aeropuerto Internacional Wattay                     |                  |
| Malasia                | Kuala Lumpur       | Aeropuerto Internacional de Kuala Lumpur            |                  |
| Rusia                  | Novosibirsk        | Aeropuerto Internacional de Novosibirsk-Tolmachevo  |                  |
| Singapur               | Singapur           | Aeropuerto Internacional de Singapur                |                  |
| Tailandia              | Bangkok            | Aeropuerto Internacional Suvarnabhumi               |                  |
| Tailandia              | Chiang Mai         | Aeropuerto Internacional de Chiang Mai              |                  |
| Tailandia              | Phuket             | Aeropuerto Internacional de Phuket                  |                  |
| Vietnam                | Ciudad Ho Chi Minh | Aeropuerto Internacional de Tan Son Nhat            |                  |
| Vietnam                | Hanoi              | Aeropuerto Internacional de Nội Bài                 |                  |

## Flota

### Flota actual
La flota actual de Myanmar Airways International se compone de las siguientes aeronaves:
| Aeronaves       | En servicio | Pedidos | Pasajeros                                           | Pasajeros                                           | Pasajeros                                           | Matrículas                                          | Antigüedad                                          |
| Aeronaves       | En servicio | Pedidos | C                                                   | Y                                                   | Total                                               | Matrículas                                          | Antigüedad                                          |
| --------------- | ----------- | ------- | --------------------------------------------------- | --------------------------------------------------- | --------------------------------------------------- | --------------------------------------------------- | --------------------------------------------------- |
| Airbus A319     | 4           | —       | 8                                                   | 132                                                 | 140                                                 | XY-AGV                                              | 24,2 años                                           |
| Airbus A319     | 4           | —       | 8                                                   | 132                                                 | 140                                                 | XY-AGR                                              | 22 años                                             |
| Airbus A319     | 4           | —       | 8                                                   | 132                                                 | 140                                                 | XY-ALN                                              | 19,4 años                                           |
| Airbus A319     | 4           | —       | 8                                                   | 132                                                 | 140                                                 | XY-ALK                                              | 12,1 años                                           |
| Airbus A320-200 | 2           | —       | 8                                                   | 162                                                 | 170                                                 | XY-ALJ                                              | 16,9 años                                           |
| Airbus A320-200 | 2           | —       | 8                                                   | 162                                                 | 170                                                 | XY-ALT                                              | 10,6 años                                           |
| ATR 72          | 1           | —       | —                                                   | 68                                                  | 68                                                  | XY-AMU                                              | 12 años                                             |
| Embraer E-190LR | 2           | —       | 6                                                   | 92                                                  | 98                                                  | XY-ALO                                              | 12,4 años                                           |
| Embraer E-190LR | 2           | —       | 6                                                   | 92                                                  | 98                                                  | XY-ALP                                              | 12,1 años                                           |
| Total           | 9           | —       | Edad media de la flota (agosto de 2024): 15,7 años. | Edad media de la flota (agosto de 2024): 15,7 años. | Edad media de la flota (agosto de 2024): 15,7 años. | Edad media de la flota (agosto de 2024): 15,7 años. | Edad media de la flota (agosto de 2024): 15,7 años. |

### Flota histórica
Myanmar Airways International ha operado las siguientes aeronaves:
| Aeronaves               | Total | Introducido | Retirado | Matrículas                      |
| ----------------------- | ----- | ----------- | -------- | ------------------------------- |
| Airbus A321             | 4     | 2001        | 2012     | F-GYAO, F-GYAZ, S7-RGJ y S7-RGK |
| ATR 42                  | 1     | 2004        | 2005     | XY-AIB                          |
| Boeing 737-300          | 1     | 2001        | 2003     | S7-RGM                          |
| Boeing 737-400          | 3     | 1994        | 2001     | 9M-MMH, 9M-MMY y TC-AYA         |
| Boeing 737-800          | 1     | 2003        | 2004     | TC-APG                          |
| Boeing 757-200          | 1     | 1999        | 1999     | V8-RBA                          |
| Fokker 100              | 1     | 2008        | 2009     | XY-AGC                          |
| McDonnell Douglas MD-82 | 4     | 2003        | 2008     | HS-OMD, PK-LMR, PK-LMY y S7-ASK |